# 오효동
오효동(Tony Oh, 1987년 11월 20일 ~ )은 라이언 그룹 이사, 팍슨 그룹 계열사 대표를 맡고 있는 말레이시아의 기업인이다.

## 생애
2015년에 라이언 그룹 브랜드인 팍슨 그룹에 입사하여 경영에 뛰어들었다. 2017년에 라이언 그룹의 이사에 임명됐다.2019년에 Parkson Group 계열사 Parkson Unlimited Beauty 대표에 임명됐다.